# Šluknov
Šluknov település Csehországban, Děčíni járásban. Šluknov Jiříkov, Rumburk, Staré Křečany, Velký Šenov, Sohland a. d. Spree, Oppach és Neusalza-Spremberg településekkel határos. Lakosainak száma 5698 fő (2024. január 1.).

## Népesség
A település lakosságának változását az alábbi diagram mutatja:
| Lakosok száma | 11 995 | 12 983 | 12 414 | 6128 | 6204 | 5404 | 5614 | 5615 | 5490 | 5698 |
|               | 1869   | 1900   | 1921   | 1961 | 1980 | 2011 | 2016 | 2019 | 2021 | 2024 |